# Tourismus in Israel

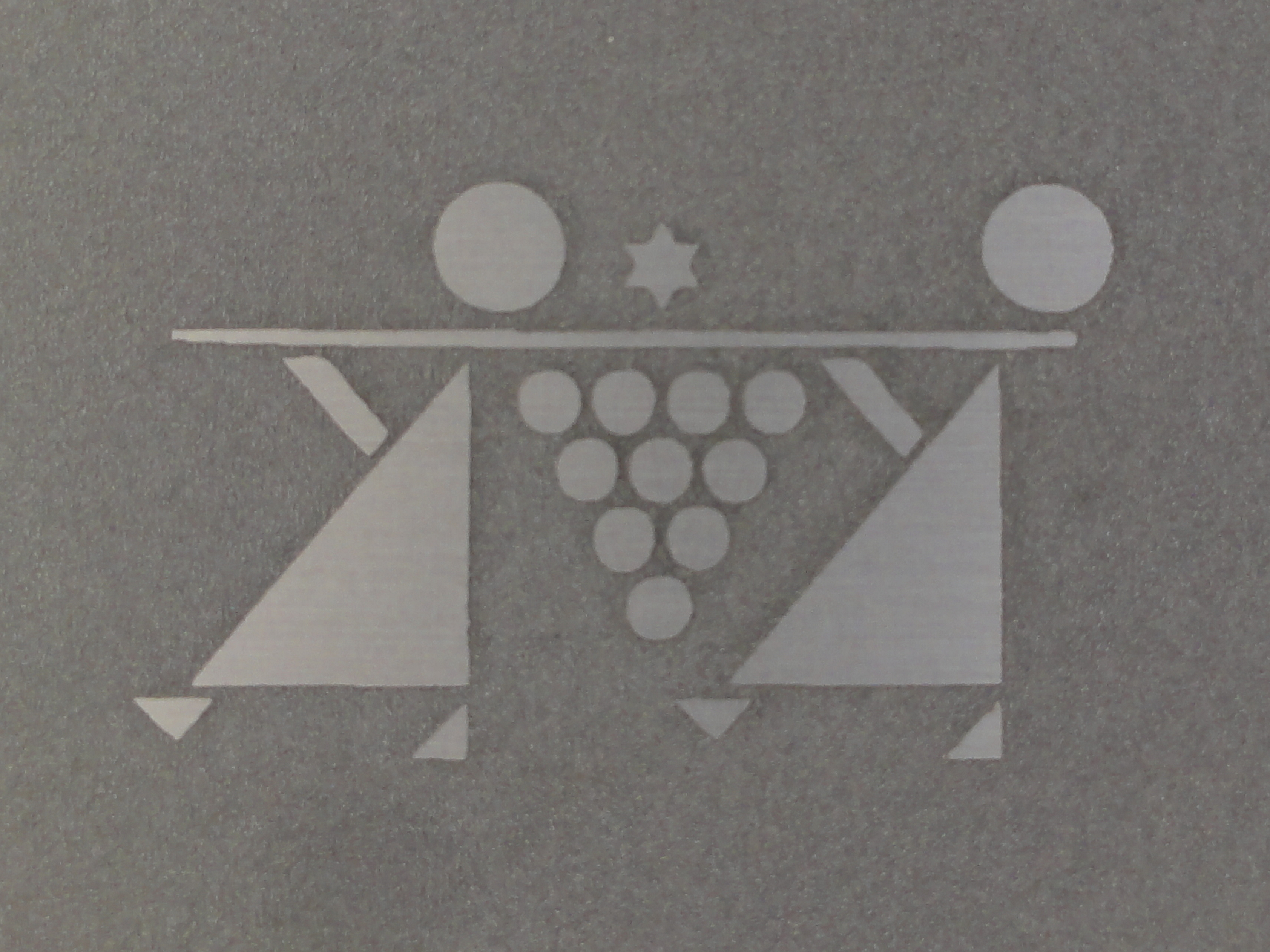
Symbol des Staatlichen Israelischen Verkehrsbüros: Die Kalebstraube

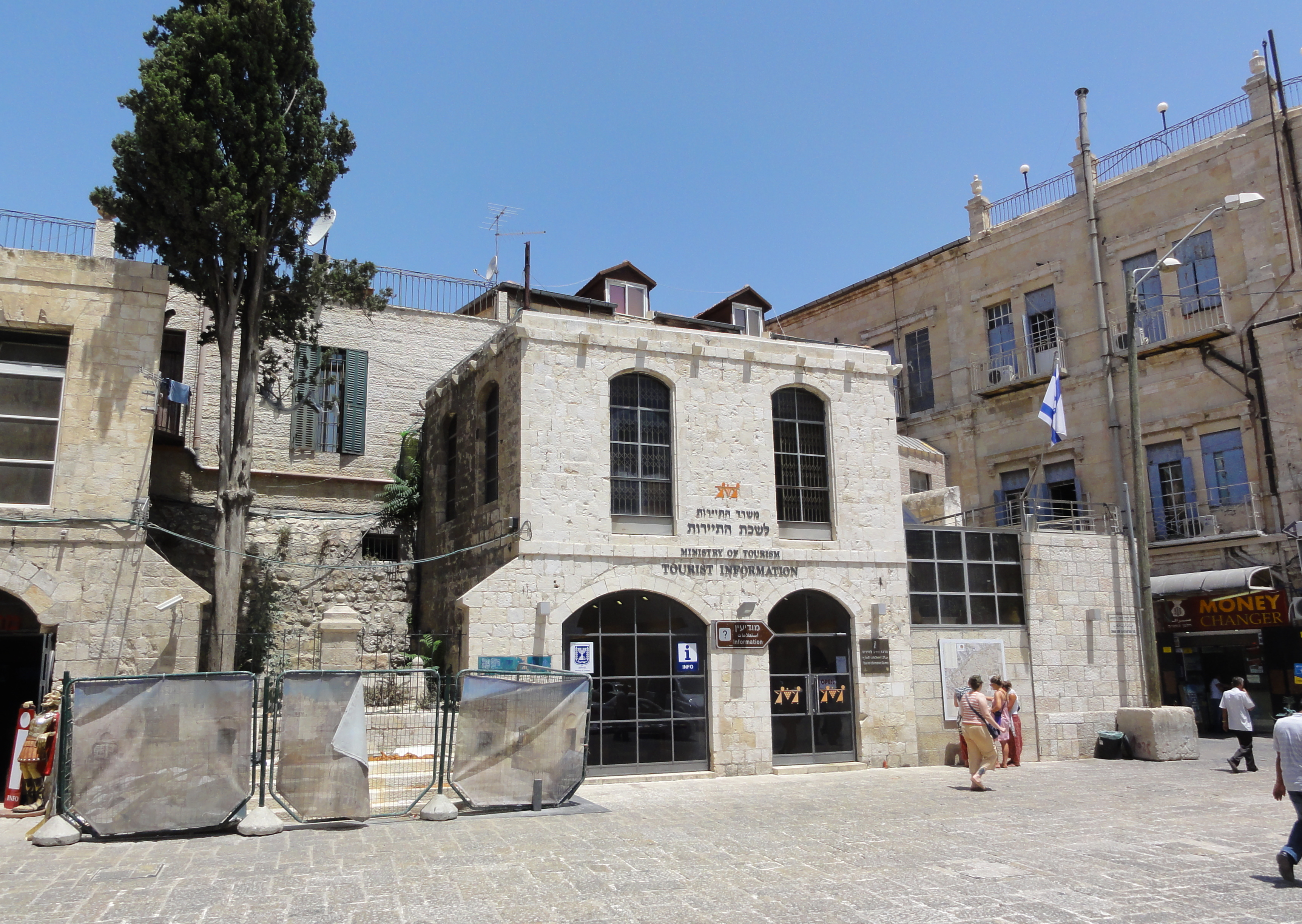
Außenstelle des Staatlichen Israelischen Verkehrsbüros in Jerusalem

Der Tourismus in Israel ist ein bedeutender Wirtschaftsfaktor. Zuständig ist das Ministerium für Tourismus in Jerusalem. Im Jahr 2020 trug der Tourismus mit 3 % zum Bruttoinlandsprodukt bei, im Vergleich dazu bildet das direkte Einkommen aus dem Tourismus einen Drittel der palästinensischen Wirtschaft.

## Reiseziele und Zielgruppen
Ab den 1970er Jahren begann sich der Tourismus zu entwickeln. Kibbuz-Aufenthalte, meist mit Ulpan, richteten sich auch an nichtjüdische Besucher aus dem Ausland. Seit den Jahren 1992/1993 wird stark in die touristische Infrastruktur investiert. Tourismusminister Rechaw’am Ze’ewi intensivierte 2001 die Bemühungen, Israel als Zielland für Gruppenreisen US-amerikanischer Evangelikaler zu etablieren. 
Ein neuer Urlaubstourismus ist am internationalen Tourismusmarkt orientiert. Der Tourismus der jüdischen Diaspora ist nicht nur religiös, sondern vielmehr häufig auch politisch motiviert. So bietet die israelische Armee jungen Juden freiwillige Arbeitsaufenthalte an. Zahlreiche Tagungen, Messen und gemeinschaftsbildende Veranstaltungen richten sich ausdrücklich an jüdische Gäste. 
Religiöse Angebote für Juden umfassen auch persönliche Dienstleistungen für Familien. So kann beispielsweise eine Bar Mitzwa oder Bat Mitzwa an der Westmauer in Jerusalem über Anbieter im Internet geplant und gebucht werden. Von allen Touristen besuchten 71 % 2018 die Westmauer.
Viele Reiseziele in Israel sind Stätten des Christentums wie beispielsweise die Jerusalemer Altstadt (insbesondere die Via Dolorosa), Nazareth, Bethlehem und der See Genezareth. Sie ziehen neben Individualreisenden vor allem Gruppenreisende an. Unter den Gruppen sind insbesondere evangelikale Christen stark vertreten. Diese Gruppen kommen nicht nur aus Europa und Nordamerika, sondern auch aus Ländern mit großen evangelikalen Gemeinschaften wie Südkorea oder Brasilien. Auch der afrikanische Kontinent stellte mit 3,3 % der Touristen 2021 ein beachtliche Zahl von Pilgern und Feriengästen. Darunter entfällt ein Großteil auf Südafrika.
Es existieren zahlreiche historische Monumente wie beispielsweise Caesarea Maritima, Bet Sche’an und Akkon, die Festung Masada sowie ein Teilstück der ehemaligen Gewürzstraße von Petra nach Gaza. Die architektonische Moderne ist mit der Weißen Stadt von Tel Aviv vertreten. Damit zählt Israel acht Stätten des UNESCO-Weltkulturerbes. Badeurlaub ist an der Mittelmeerküste (z. B. Haifa, Netanja, Herzlia), am Roten Meer und am Toten Meer möglich. In Eilat am Roten Meer gibt es zudem Tauchgebiete und Resorts. Im Land gibt es 68 Nationalparks und 190 Naturreservate. Israel verfügt mit mehr als 200 Museen über die höchste Anzahl von Museen pro Kopf weltweit. Aufgrund der guten Verkehrsinfrastruktur können Individualreisen einfach durchgeführt werden.
Hauptreisemonate sind Mai, Oktober und November. Die meisten ausländischen Touristen reisen über den Flughafen Ben Gurion bei Tel Aviv an. Um den Tourismus im Süden des Landes zu fördern, wurde am 22. Januar 2019 der Flughafen Ramon nördlich von Eilat eröffnet, mit einem bis 2030 prognostizierten Aufkommen auf 4,2 Millionen Passagieren.

## Statistik
Insgesamt zählte man 2013 in Jerusalem rund 3,5 Millionen Besucher. Tel Aviv wurde von 1,676 Millionen Touristen besucht. 2011 gab es in Israel 330 Hotels mit 47.600 Zimmern.
Herkunft der Touristen nach höchster Anzahl (zuerst): Vereinigte Staaten, Russland, Frankreich und Deutschland. Touristen aus Jordanien, die nach Ostjerusalem einreisen, werden nicht statistisch erfasst. 2008 hat die israelische Regierung 10 Millionen Schekel (ca. 2,077 Mio. €) für die Tourismuswerbung in Europa bereitgestellt.
| Jahr | Besucher       | Einnahmen                 |
| ---- | -------------- | ------------------------- |
| 2013 | 3,5 Millionen  | 11,5 Milliarden US-Dollar |
| 2014 | 3,3 Millionen  |                           |
| 2015 | 2,8 Millionen  |                           |
| 2016 | 2,9 Millionen  |                           |
| 2017 | 3,6 Millionen  | 4,8 Milliarden Euro       |
| 2018 | 4,12 Millionen | 5,2 Milliarden Euro       |
| 2019 | 4,55 Millionen | 5,9 Milliarden Euro       |